# ドルテグラビル
ドルテグラビル（Dolutegravir、DTG）は、テビケイ（Tivicay）という商品名で販売されている、HIV/AIDSを治療する為に他剤と併用される抗レトロウイルス薬である。また、曝露後のHIV感染を予防するために、曝露後予防の一環として使用されることもある。投与方法は、経口投与である。
一般的な副作用には、睡眠障害、疲労感、下痢、高血糖、頭痛などがある。重大な副作用としては、アレルギー反応や肝機能障害などがある。妊娠中の使用は、胎児に害を及ぼす可能性があるという暫定的な懸念がある。また、授乳中の使用が安全かどうかは不明である。ドルテグラビルは、HIVインテグラーゼ鎖移行阻害薬であり、ウイルスの複製に必要なHIVインテグラーゼの機能を阻害する。
ドルテグラビルは、2013年に米国で医療用医薬品として承認された。世界保健機関（WHO）の必須医薬品リストに掲載されている。また、アバカビルとラミブジンとの併用療法であるドルテグラビル・アバカビル・ラミブジンもある。2019年現在、世界保健機関（WHO）は、すべてのHIV感染者の第一選択薬および第二選択薬としてDTGを推奨している。

## 効能・効果
- HIV感染症[8]

ドルテグラビルは、幅広いHIV感染者への使用が承認されている。本剤は、HIV治療を受けたことのない成人（未治療者）およびHIV治療を受けたことのある成人（治療経験者）（他のインテグラーゼ鎖移行阻害剤による治療経験者を含む）のHIV感染者の治療に使用できます。また、ドルテグラビルは、他のインテグラーゼ鎖移行阻害剤を服用したことがない治療未経験または治療経験のある体重40kg以上の12歳以上の小児に対しても承認されている。
欧州連合（EU）では、他の抗レトロウイルス薬との併用により、ヒト免疫不全ウイルス（HIV）に感染した成人、青年および6歳以上の小児の治療に使用されている。
2020年6月、米国におけるドルテグラビルの適応症が更新され、生後4週間以上で体重3kg以上の小児が対象となった。

## 副作用
重大な副作用には、薬剤性過敏症症候群（1%未満）および肝機能障害、黄疸（いずれも1%未満）が挙げられる。
ドルテグラビルの臨床試験における一般的な副作用は、不眠、頭痛などであった。米国の添付文書では、クレアチニンの尿細管分泌抑制による血清クレアチニンの平均上昇値が0.11mg/dLになることが警告されているが、GFRには影響しない。
ラミブジン等と異なり、B型肝炎やC型肝炎の患者が服用すると肝機能が悪化する危険性がある。

### 妊婦
妊娠中に使用すると、胎児に悪影響を及ぼす可能性があることが暫定的に懸念されている。そのため、ドルテグラビル投与中は効果的な避妊を行い、治療開始前に妊娠検査を行うことが推奨される。妊娠初期の使用は、他に代替手段がない場合に限る。

## 承認
2013年2月、米国食品医薬品局（FDA）は、ドルテグラビルの承認プロセスを迅速に進めることを発表し、2013年8月13日に医療用医薬品として承認された。
2013年11月4日、ドルテグラビルはカナダ保健省から承認された。
2014年1月16日、欧州委員会からEU全域での使用が承認された。
日本では2013年9月に希少疾病用医薬品に指定され、2014年3月に承認された。
2019年、南アフリカ政府により、エファビレンツに代えてドルテグラビルを用いた3剤併用療法が、HIVに感染したすべての人（妊娠中を除く）の第一選択薬として導入された[要出典医学]。
2020年6月、米国でドルテグラビルが「生後4週間以上で体重3kg以上の小児のHIV-1感染症を他の抗レトロウイルス治療と併用して治療する」という適応で承認された。本剤は、生後4週間以上かつ体重3kg以上で、HIVの治療を受けたことがない、または治療を受けたことはあるがINSTI（Integrase Strand Transferase Inhibitor）クラスの薬剤を使用していない小児を対象としている。

## 参考資料
1. ↑  “Dolutegravir (Tivicay) Use During Pregnancy”. Drugs.com (2018年10月16日). 2020年2月13日閲覧。
2. 1 2 3  “Tivicay- dolutegravir sodium tablet, film coated”. DailyMed (2019年10月24日). 2020年2月13日閲覧。
3. 1 2 3  “Tivicay EPAR”. European Medicines Agency (EMA). 2020年2月13日閲覧。
4. 1 2 3 4 5 6 7 8 9  “Dolutegravir Sodium Monograph for Professionals” (英語). Drugs.com. 2019年4月20日閲覧。
5. ↑   British national formulary : BNF 69 (69 ed.). British Medical Association. (2015). p. 429. ISBN 9780857111562
6. ↑   World Health Organization model list of essential medicines: 21st list 2019. Geneva: World Health Organization. (2019). hdl:10665/325771. WHO/MVP/EMP/IAU/2019.06. License: CC BY-NC-SA 3.0 IGO
7. ↑  "WHO recommends dolutegravir as preferred HIV treatment option in all populations". World Health Organization (Press release). 2019年7月22日閲覧。
8. 1 2 3  “テビケイ錠50mg 添付文書”. www.pmda.go.jp.   PMDA. 2021年5月31日閲覧。
9. ↑  FDA approves new drug to treat HIV infection https://www.fda.gov/NewsEvents/Newsroom/PressAnnouncements/ucm364744.htm August 12, 2013 [リンク切れ]
10. 1 2 3  "FDA Approves Drug to Treat Infants and Children with HIV". U.S. Food and Drug Administration (FDA) (Press release). 12 June 2020. 2020年6月12日閲覧。
11. ↑  “U.S. FDA approves GlaxoSmithKline's HIV drug Tivicay”. Reuters (2013年8月12日). 2020年2月13日閲覧。
12. 1 2  “Meeting highlights from the Pharmacovigilance Risk Assessment Committee (PRAC) 1-4 October 2018”. European Medicines Agency (EMA) (2018年10月5日). 2021年6月1日閲覧。
13. ↑  “GSK wins priority status for new HIV drug in U.S”. Reuters. (2013年2月16日) 2013年2月18日閲覧。 [リンク切れ]
14. ↑  “Drug Approval Package: Tivicay (dolutegravir) Tablets NDA #204790”. U.S. Food and Drug Administration (FDA) (2013年9月13日). 2020年6月12日閲覧。
15. ↑  “ViiV Healthcare receives approval for Tivicay (dolutegravir) in Canada for the treatment of HIV”.  オリジナルの2013年11月12日時点におけるアーカイブ。 2013年11月11日閲覧。
16. ↑  “インテグラーゼ阻害剤ドルテグラビル HIV感染症の治療薬として日本で承認申請”.   ヴィーブヘルスケア株式会社. 2021年6月1日閲覧。
17. ↑  “HIVインテグラーゼ阻害薬「テビケイ®錠50mg」の承認を取得”.   塩野義製薬. 2021年6月1日閲覧。
18. ↑  "ViiV Healthcare announces US FDA approval of the first-ever dispersible tablet formulation of dolutegravir, Tivicay PD, a once-daily treatment for children living with HIV". GSK (Press release). 2020年6月12日閲覧。